# Neva Again
Albums
Made in America
(1995)
Singles
1. Beauty Treaty
Sortie : 1993

Neva Again est le premier album studio de Kam, sorti le 16 février 1993.
L'album s'est classé 18e au Top R&B/Hip-Hop Albums et 110e au Billboard 200.

## Liste des titres
| No  | Titre                                                            | Contient un (des) sample(s) de | Durée |
| --- | ---------------------------------------------------------------- | --- | ----- |
| 1.  | Intro (Produit par Coze, Stan Jones, Stone et Toothie)           | | 1:15  |
| 2.  | Peace Treaty (Produit par Chris Charity et Derek Lynch)          | Funkin' for Fun de Parliament Atomic Dog de George Clinton                                                                                     | 4:18  |
| 3.  | Stereotype (Produit par Rashad)                                  | Sing a Simple Song de Sly and the Family Stone Don't Call Me Nigger, Whitey de Sly and the Family Stone Papa Don't Take No Mess de James Brown | 4:30  |
| 4.  | Still Got Love 4 'Um (Produit par T-Bone)                        | Sexy Mama des Moments Dead Homiez d'Ice Cube Color Blind d'Ice Cube, WC & The Maad Circle et King Tee featuring Deadly Threat, Kam et J-Dee    | 4:23  |
| 5.  | Hang 'Um High (Produit par Coze, Stan Jones, Stone et Toothie)   | Riding High by Faze-O | 3:41  |
| 6.  | Drama (Produit par Mr. Woody)                                    | People de Graham Central Station (Not Just) Knee Deep de Funkadelic                                                                            | 3:48  |
| 7.  | Neva Again (Produit par Rashad)                                  | Jungle Boogie de Kool & The Gang Flash Light de Parliament Heartbreaker (Part I, Part II) de Zapp                                              | 3:39  |
| 8.  | Y'all Don't Here Me Dough (Produit par Mr. Woody)                | Bounce, Rock, Skate, Roll de Vaughan Mason & Crew (Not Just) Knee Deep de Funkadelic Atomic Dog de George Clinton                              | 3:30  |
| 9.  | Ain't That a Bitch (Produit par Chris Charity et Derek Lynch)    | | 4:03  |
| 10. | Holiday Madness (Produit par Coze, Stan Jones, Stone et Toothie) | Sing a Simple Song de Sly and the Family Stone Soul Power 74 de Maceo & the Macks The Humpty Dance de Digital Underground                      | 3:58  |
| 11. | Watts Riot (featuring Ice Cube – Produit par DJ Pooh)            | | 3:49  |
| 12. | Outro (Produit par Coze, Stan Jones, Stone et Toothie)           | | 2:21  |